# Mario vs. Donkey Kong
Mario vs. Donkey Kong (マリオVSドンキーコング, Mario tai Donkī Kongu) est une série de jeux vidéo de réflexion développée par Nintendo Software Technology et éditée par Nintendo.
La série débute en 2004 avec la sortie de Mario vs. Donkey Kong, sur Game Boy Advance. Le jeu est suivi par La Marche des Mini sur Nintendo DS, Le Retour des Mini ! sur DSiWare, Pagaille à Mini-Land ! en 2010 sur Nintendo DS, Minis on the Move sur Nintendo 3DS en 2013, Tipping Stars sur Nintendo 3DS et Wii U en 2015 et Mario vs. Donkey Kong en 2024 sur Nintendo Switch

## Historique
| 2004 | Mario vs. Donkey Kong                          |
| 2005 |                                                |
| 2006 | Mario vs. Donkey Kong 2 : La Marche des Mini   |
| 2007 |                                                |
| 2008 |                                                |
| 2009 | Mario vs. Donkey Kong : Le Retour des Mini !   |
| 2010 | Mario vs. Donkey Kong : Pagaille à Mini-Land ! |
| 2011 |                                                |
| 2012 |                                                |
| 2013 | Mario and Donkey Kong: Minis on the Move       |
| 2014 |                                                |
| 2015 | Mario vs. Donkey Kong: Tipping Stars           |
| 2016 |                                                |
| 2017 |                                                |
| 2018 |                                                |
| 2019 |                                                |
| 2020 |                                                |
| 2021 |                                                |
| 2022 |                                                |
| 2023 |                                                |
| 2024 | Mario vs. Donkey Kong (remake)                 |

Premier jeu de la franchise Donkey Kong sur Game Boy après que Nintendo se soit séparé de Rare, Mario vs. Donkey Kong est un retour aux sources des anciens jeux d'arcade qui incorporaient de nombreux éléments de la version Game Boy.
Bien que son style soit celui d'autres jeux, le design créé par Rare pour Donkey Kong est reconduit. Donkey Kong, à l'origine un méchant, reprend ce rôle dans le jeu : il veut un jouet mécanique à l'effigie de Mario appelé Mini Mario mais découvre que le stock du magasin de jouets est épuisé. Furieux, il effraie les Toads de l'usine et vole les jouets. Ceci met en place l'intrigue du jeu, où Mario se lance à la poursuite de Donkey Kong.
Mario vs Donkey Kong est une évolution de Donkey Kong Plus, un titre présenté lors de l'E3 2002. Pendant le salon, Donkey Kong Plus proposait une fonctionnalité permettant aux joueurs de concevoir et de sauver leurs propres niveaux sur GameCube, puis les copier sur Game Boy Advance en utilisant un câble link. Il était en grande partie une mise à jour de Donkey Kong '94, mais le jeu disparait l'année suivante. Il est remplacé par des graphismes pré-rendus et des ajouts de gameplay de Mario vs. Donkey Kong. La fonction de création de niveau est supprimée dans cette version (mais apparaît dans sa suite). L'éditeur de niveau existe toujours au sein de la programmation du jeu, et peut être activé à l'aide d'une modification.